# اورن اسمادیا
اورن اسمادیا (عبری: אורן סמדג'ה‎؛ زادهٔ ۲۰ ژوئن ۱۹۷۰) جودوکار اهل اسرائیل بود.
وی در مسابقات کشوری و بین‌المللی در مجموع برندهٔ ۱ مدال برنز شده‌است.